# Autoritratto (Antonio Moro)
Un Autoritratto del pittore olandese Antonio Moro (Anthonius Moor van Dashorst) si conserva a Firenze, alla Galleria degli Uffizi.

## Storia
Questo dipinto arrivò nel 1682 nelle collezioni del granduca Cosimo III de' Medici, grazie all'acquisto fatto a Londra, direttamente dagli eredi del pittore. Ne fu tratta una incisione, pubblicata nel 1752, nel Museo Fiorentino.

## Descrizione
Il pittore ha rappresentato se stesso seduto sopra un cuscino di velluto rosso, di fronte al cavalletto, con in mano la tavolozza e i pannelli. Il corpo è costretto in un severo, spagnolesco abito nero, con collarino e polsini bianchi pieghettati, e l'espressione del suo viso è chiusa, concentrata. Sul cavalletto non ha posato alcun dipinto ma, in basso, ha scritto queste parole: Ant. Morus Philippi  Hisp. Reg. Pictor, sua ipse depictus manu 1558. Antonio Moro, oltre alla data e alla firma, ricorda quindi di essere pittore del re Filippo II di Spagna. Sul cavalletto ha appuntato un foglio, scritto in greco - forse una lettera - con un elogio sulle sue alte qualità di pittore. Il dipinto è inserito entro una cornice barocca, nera e oro.

### Esposizioni
- I fiamminghi e l'Italia, Bruges-Venezia-Roma, 1951[3]